# Miro Cerar-Partiet
Miro Cerar-Partiet (slovensk: Stranka Mira Cerarja, SMC) er et politisk parti i Slovenien, der ledes af den advokatuddannede Miro Cerar. Partiet blev stiftet på en kongres den 2. juni 2014. Baggrunden for stiftelsen af partiet var opløsningen af Alenka Bratušeks regering i maj 2014. 
Partiet stillede op til sit første valg til Sloveniens parlament blot seks uger efter stiftelsen. Ved valget den 14. juli blev partiet det største parti med 34,61% af stemmerne, hvorved partiet fik 36 pladser i parlamentet. Partiets leder, Miro Cerar, forventes at blive den nye premierminister i Slovenien.

## Eksterne links
- Officiel hjemmeside Arkiveret 25. juni 2014 hos  Wayback Machine

| Politik | Spire Denne artikel om politik og ideologi er en spire som bør udbygges. Du er velkommen til at hjælpe Wikipedia ved at udvide den. |